# 吳開芽
吳開芽（1896年—1968年），臺灣台北市大同區大龍峒人，教育界人物，為台灣兒歌〈造飛機〉的作曲者。

## 生平
吳開芽為1896年出生，大龍峒人，就學於台灣總督府國語學校師範部。為該校第十期畢業，同學有黃土水等人，橫跨政壇、杏壇、文壇。在台灣日治時期擔任過臺北州臺北市太平公學校（今太平國小）訓導。
戰後初期，游彌堅擔任台灣省教育會理事長，舉辦「第一屆徵募兒童新詩、歌謠、話劇」活動，自1947年5月徵募，新詩和歌詞收到計116首，吳開芽作詞的〈我愛梅花〉為入選11首之一。之後進行徵曲，在該年11月底，蕭良政寫詞、吳開芽作曲的〈造飛機〉，以及劉百展作詞、吳開芽作曲〈蚊子〉得四首入選作之二，納入音樂教材，獲獎詞曲作者各得二千元賞金。
戰後吳開芽奉派接收木廣小學（今福星國小），又調任龍安小學當校長。〈造飛機〉得獎後，某週六早上，全市校長都到教育局開會，由教導主任留校主事，突然有人商借學校操場，稱要放置一批飛機殘骸。隔兩天的週一早上，身為校長的吳開芽到校後就發現這些是贓貨，正待要向上級舉發，就被中國國民黨中央執行委員會調查統計局人員架走，教導主任則沒事。吳開芽釋放後，被降級作教師，後來轉調永樂小學，直到退休，育三子五女。
1956年，教育部對全台資深及優良教師頒獎，吳開芽、謝悅等廿二人代表領獎。
莊永明回憶當音樂老師的吳開芽是小學印象最深刻的老師之一，表示身材中等有些肥胖的吳開芽，是性情溫和的基督教徒，上課總會花上十來分鐘傳教。他教唱時要求學生每個音必要求得精準，否則會要求學生一再重唱。
1964年，台灣總督府國語學校師範部第十屆第一次舉辦同學會，眾人都已是七旬的老人，同窗六十四人當時僅存二十七人。1968年，吳開芽去世。

## 身後
為追查戰後初期創作的國語兒歌的各作曲詞者，劉美蓮透過台北市野鳥協會的謝慶沛找到吳開芽女兒吳幸。劉美蓮藉由從〈耕農歌〉作者曾辛得提供的1947年教育會徵曲比賽得獎名單，告訴吳幸〈造飛機〉是該年比賽的佳作，是唯一流行半世紀的歌，當時的前三名歌曲都已沒人唱。這些事吳幸原先都不知道。
活水來冊房部落格作者黃震南，一次在舊書店中發現吳開芽他們同學會的紀錄本，在PTT分享引起熱烈反響。

## 作品
〈永樂小學校歌〉、〈三十五省歌〉、〈孔子紀念歌〉、〈蚊子歌〉、〈小蜘蛛〉等。女兒吳幸表示老家曾淹水，父親的資料都已流失。